# Chile nos Jogos Pan-Americanos de 2019
O Chile competiu nos Jogos Pan-Americanos de 2019 em Lima, Peru, de 26 de julho a 11 de agosto de 2019.
Em 1 de julho de 2019, o esquiador aquático Felipe Miranda foi nomeado o porta-bandeira do país na cerimônia de abertura.
A delegação chilena consistiu em 317 atletas.
Santiago será a sede dos próximos jogos, em 2023. Uma apresentação chilena foi realizada na cerimônia de encerramento.

## Atletas
Abaixo está a lista do número de atletas (por gênero) participando dos jogos por esporte/disciplina.
| Esporte               | Masculino | Feminino | Total |
| --------------------- | --------- | -------- | ----- |
| Badminton             | 2         | 2        | 4     |
| Boxe                  | 1         | 0        | 1     |
| Canoagem              | 3         | 8        | 11    |
| Caratê                | 10        | 8        | 18    |
| Ciclismo              | 4         | 2        | 6     |
| Esgrima               | 3         | 0        | 3     |
| Esqui aquático        | 4         | 2        | 6     |
| Fisiculturismo        | 1         | 1        | 2     |
| Golfe                 | 2         | 2        | 4     |
| Handebol              | 14        | 0        | 14    |
| Hipismo               | 9         | 2        | 11    |
| Hóquei sobre a grama  | 16        | 16       | 32    |
| Judô                  | 3         | 2        | 5     |
| Levantamento de peso  | 2         | 3        | 5     |
| Lutas                 | 1         | 0        | 1     |
| Natação artística     | —         | 2        | 2     |
| Patinação sobre rodas | 3         | 3        | 6     |
| Pelota basca          | 5         | 6        | 11    |
| Pentatlo moderno      | 2         | 1        | 3     |
| Raquetebol            | 1         | 2        | 3     |
| Remo                  | 15        | 8        | 23    |
| Rugby sevens          | 12        | 0        | 12    |
| Saltos ornamentais    | 2         | 2        | 4     |
| Squash                | 3         | 3        | 6     |
| Surfe                 | 2         | 3        | 5     |
| Taekwondo             | 3         | 2        | 5     |
| Tênis                 | 3         | 3        | 6     |
| Tênis de mesa         | 3         | 3        | 6     |
| Tiro com arco         | 3         | 3        | 6     |
| Tiro esportivo        | 6         | 5        | 11    |
| Triatlo               | 3         | 3        | 6     |
| Vela                  | 8         | 4        | 12    |
| Voleibol              | 14        | 2        | 16    |
| Total                 | 163       | 103      | 266   |